# Brian Schatz
Brian Schatz (Ann Arbor, 1972. október 20. –) az Amerikai Egyesült Államok szenátora (Hawaii, 2012 – ). A Demokrata Párt tagja.

## Pályafutása
A középiskolát a honolului Punahou School nevű privát 13-osztályos iskolában végezte el. Ezután a Pomona College-ban 1994-ben szerzett felsőfokú végzettséget, majd tanárként helyezkedett el. 1998-tól 2006-ig Hawaii állam képviselőházának volt tagja, majd a Helping Hands Hawaii nevű jótékonysági szervezet igazgatójaként dolgozott. 2010-től 2012-ig az állam kormányzóhelyettese volt. 2012-ben a kormányzó kinevezte szenátorrá a hivatalában elhunyt Daniel Inouye helyére. A 2014-es időközi választáson a szavazók is megerősítették ebben a pozíciójában. Schatz a 2016-os, majd a 2022-es szenátusi választást is megnyerte, így mandátuma 2029. január 3-án jár le.